# مرزبانک دم‌سرخ
مرزبانک دم‌سرخ (نام علمی: Euthalia recta) نام یک گونه از سرده شکوفه‌ای‌ها است.